# Baetis rusticans
Baetis rusticans är en dagsländeart som beskrevs av Mcdunnough 1925. Baetis rusticans ingår i släktet Baetis och familjen ådagsländor. Inga underarter finns listade i Catalogue of Life.